# Кока (град)
Кока (шп. Coca) град је и општина у провинцији Сеговија, у аутономној заједници Кастиља и Леон. У оквиру општине Кока налезе се још два насеља која се налазе у оквиру општине: Виљагонзало (шп. Villagonzalo) и Сируелос (шп. Ciruelos).
Кока се налази у провинцији Сеговија, на 50 km североисточно од главног града Сеговије. Од Мадрида је удаљен 135 km, а од Ваљадолида, главног града покрајине Кастиља и Леон, 60 km.
Према попису из 2007. године, град је имао 2.093 становника.